# David Kandel

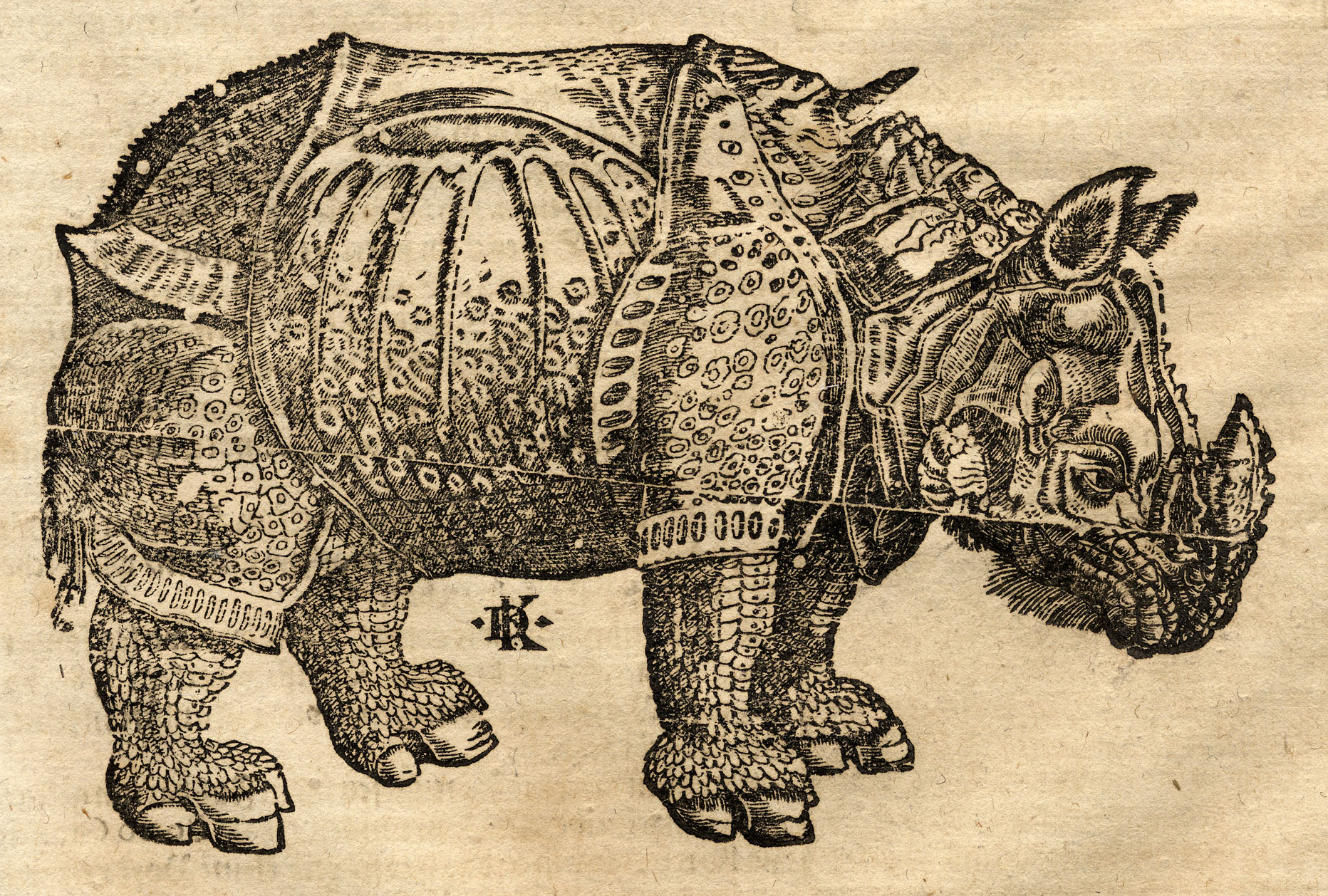
Das Nashorn aus Sebastian Münsters Cosmographia (ca. 1550). Deutlich ist die Ähnlichkeit mit Dürers berühmten Holzschnitt Rhinocerus.

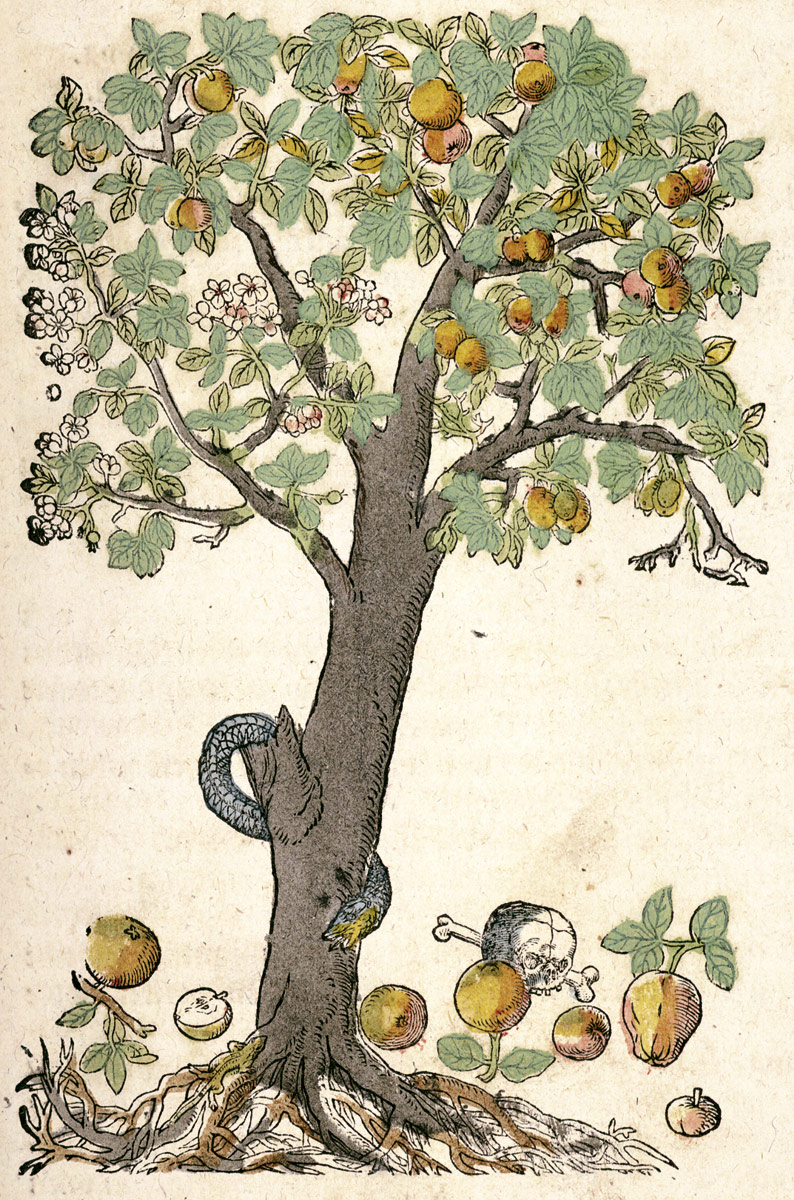
Apfelbaum, kolorierter Holzschnitt von David Kandel, aus dem Kreütterbuch des Hieronymus Bock

David Kandel, auch Kandel, Kandell, oder Kannel (* um 1520 in Straßburg(?); † um 1590) war ein Grafiker der Renaissance. Als Monogramm verwendete er seine Initialen DK.

## Leben
David Kandel war der Sohn eines Straßburger Bürgers und wurde wahrscheinlich auch in dieser Stadt geboren. Man weiß sehr wenig über sein Leben. Bekannt ist, dass er 1554 heiratete. 1587 wird er als Besitzer eines Hauses genannt.
Bekannt wurde David Kandel durch zahlreiche Holzschnitte mit biblischen Szenen, Porträts und Tierstudien (z. B. das Nashorn in der Cosmographie des Sebastian Münster). Seine wichtigsten Werke waren jedoch einige Karten (z. B. eine Weltkarte, ebenfalls in Sebastian Münsters Cosmographie) und botanische, auch unter Verwendung von Pflanzenabbildungen anderer Autoren angefertigte, Holzschnitte für das Kreuterbuch von Hieronymus Bock.
Im Geschlechterbuch von Paul H. Mair firmiert ein David Kandler aus Straßburg als Buchdrucker. Es ist sehr wahrscheinlich, dass der Buchdrucker Kandler mit dem Künstler Kandel identisch ist.

## Werke
- Paul Hector Mair, Christoph Weiditz, David Kandel: Bericht und anzeigen aller Herren Geschlecht, der loblichen statt Augspurg. Gedruckt durch Christoffel Widitz & David Kannel, Straßburg 1538
- Porträt eines jungen Mannes mit Buch, vermutlich Mikołaj Krzysztof Radziwiłł[2]
- Tabula Cebetis (1547)
- Gesamtansicht der Stadt Baden im Schweizer Kanton Aargau aus der Vogelschau 1572, Monogramm DK links unten
- Weltkarte aus der Cosmographie von Sebastian Münster, gedruckt 1550 bis 1578